# Luigi Giorgi
Luigi Giorgi (Carrara, 7 september 1913 – Ferrara, 7 mei 1945) was een Italiaans militair. Giorgi ontving tweemaal de Gouden medaille voor Dapperheid voor zijn uitzonderlijke moed tijdens de Italiaanse Veldtocht in de Tweede Wereldoorlog. Hij behoorde daarnaast tot de selecte groep niet-Amerikanen die de Silver Star ontving.
Giorgi overleed op 7 mei 1945 aan zijn oorlogsverwondingen in een legerhospitaal in Ferrara.